# Takehiko Nakane
Takehiko Nakane (1920 - 1999) was een Japans entomoloog.
Nakane werkte en studeerde van 1951 tot 1964 aan de Universiteit van Kioto in Japan en later, van 1965 tot 1978, werkte hij in Tokio
op de natuurhistorische afdeling van het nationaal wetenschaps museum. In 1978 promoveerde hij aan de Universiteit van Kagoshima waar hij werkte tot aan zijn pensioen in 1986. Hij werkte aan alle taxa van Coleoptera (kevers) afkomstig uit Japan en was auteur of co-auteur van ongeveer 870 publicaties. Veel daarvan in aanloop tot het werk Iconographia Insectorum Japanicorum Colore Naturali Edita, waarvan hij het deel over coleoptera schreef. Hij beschreef veel keversoorten, nieuw voor de wetenschap.   
- Gemeinsame Normdatei: 1069724459
- International Standard Name Identifier: 0000 0001 1003 5512
- Library of Congress Control Number: n85253567
- Bibliotheek van het Japanse parlement: 00052308
- Nederlandse Thesaurus van Auteursnamen: 162158254
- Système universitaire de documentation: 257341773
- Virtual International Authority File: 109414544
- WorldCat: E39PBJfMp68r9CgYYVj99MBQMP